# Sekihan (cơm đỏ của Nhật)
Sekihan (cơm đậu đỏ) là, gạo nếp trộn với đậu đỏ và đậu đũa rồi đem hấp .
Ở Hàn Quốc, món cơm này được gọi là Patbap (팥밥), trong khi tại Việt Nam nó gọi là xôi đậu đỏ .

## Tổng quan
Bên cạnh việc được sử dụng như một món ăn vào ngày lễ,vì giá trị dinh dưỡng cao, các sản phẩm cơm đỏ đóng hộp và đông lạnh chân không cũng rất phổ biến, cơm đỏ cũng được sử dụng trong khẩu phần khẩn cấp. Ngoài ra, "cơm nắm bằng cơm đỏ", "cơm trưa bằng cơm đỏ" thường được bán trong các cửa hàng tiện lợi, siêu thị và cửa hàng trong nhà ga như một loại thức ăn hàng ngày.

## Cách chế biến
Ví dụ nấu cơm đỏ  (khẩu phần cho 4 người = 3 bát gạo nếp, 60 g đậu đỏ, 5 cốc nước, lượng muối mè thích hợp)
1. Đậu đỏ được rửa qua và đun sôi một lần. Đun khoảng 30 phút cho đến khi mềm ra trong nồi với một lượng nước. Chắt nước đi và để nguội.
2. Rửa gạo nếp, cho vào rổ để ráo nước. Ngâm gạo nếp trong nước đun đậu đỏ trong khoảng 8 giờ.
3. Khi nồi hấp đã có hơi nước, dùng vải hoặc lưới phủ lên, vớt gạo nếp ra, cho vào giữa, dàn rộng ra. Thêm đậu đỏ vào rìa, đậy nắp và hấp trên lửa lớn.
4. Sau khoảng 10 phút, đổ nước đun đậu đỏ lên. Lặp lại quy trình này 3-4 lần. Hấp trên lửa cao trong khoảng 40 phút.
5. Chuyển cơm đỏ đã hấp sang mâm,lấy muôi trộn lại, bày lên đĩa, rắc muối mè lên.

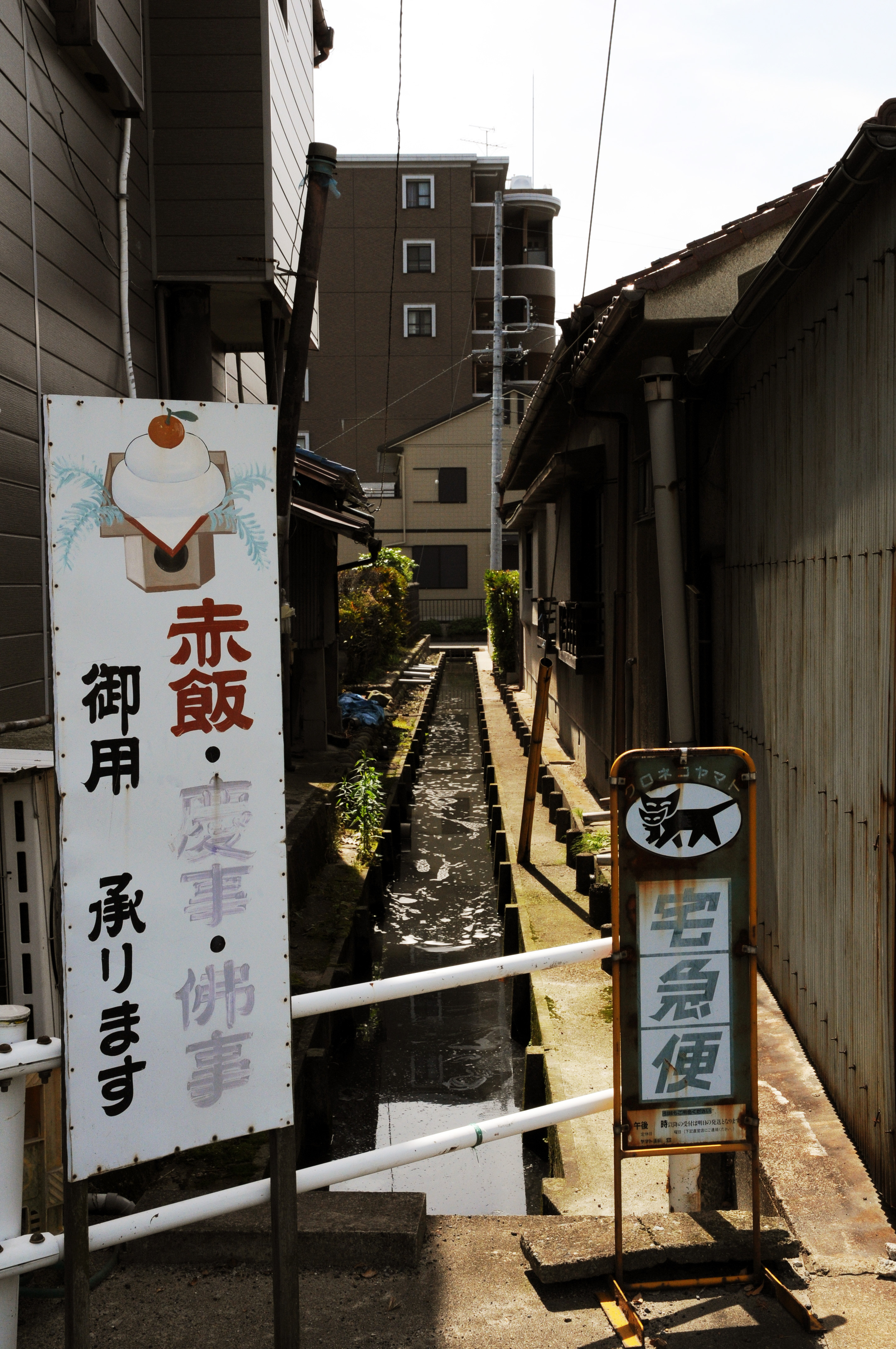
Bảng hiệu phục vụ cơm đỏ